# Astichopus multifidus
Astichopus · Holothurie à fourrure
Genre
Espèce
Statut de conservation UICN

 LC  : Préoccupation mineure
Astichopus multifidus, seul représentant du genre Astichopus et communément appelé l'Holothurie à fourrure, est une espèce de concombres de mer de la famille des Stichopodidae.

## Description
C'est une holothurie de grande taille (pouvant dépasser 50 cm une fois bien étendue), pour 7 à 9 cm de large et pesant jusqu'à 2,5 kg, et de section plus ou moins trapézoïdale. Le tégument est généralement de couleur sable, plus ou moins maculé de taches irrégulières grises, fauves ou brunes (mais le patron de coloration peut être inverse). Elle est très reconnaissable aux nombreuses papilles très fines qui hérissent son bivium (longues de 3-5 mm), et auxquels elle doit son nom d'« holothurie à fourrure ». La face ventrale est plate, et présente trois rangées de podia qui lui permettent de se déplacer à une vitesse très rapide pour une holothurie. La bouche est ventrale et entourée d'une vingtaine de tentacules peltés entourés d'un col très distinctif, et l'anus est terminal.
Cette holothurie ne doit pas être confondue avec Isostichopus badionotus, Holothuria mexicana et Actinopygia agassizii, qui n'ont pas de « fourrure » et durcissent au toucher.

## Habitat et répartition
On trouve cette holothurie dans des eaux plus ou moins profondes (5-35 m), sur les fonds sableux ou les herbiers sablonneux (Thalassia testudinum ou Syringodium filiforme), toujours très calmes.
On la rencontre dans tout le Golfe du Mexique, et notamment aux Antilles.

## Écologie et comportement

### Comportement
Contrairement à la plupart des holothuries, ce concombre de mer ne se rétracte pas quand on le dérange, et son tégument demeure mou. Cette espèce est capable de mouvements extrêmement rapides pour un échinodermes, et elle semble même capable de nager quelques instants.
Elle est absolument inoffensive.

### Alimentation
Comme toutes les holothuries de son ordre, cette espèce se nourrit en ingérant le substrat sableux, qu'elle trie grossièrement et porte à sa bouche à l'aide de ses tentacules buccaux peltés pour en digérer les particules organiques. La digestion est lente, et débouche sur des excréments tubulaires contenant principalement du sable.

## Astichopus multifiduset l'Homme
Cette espèce bénéficie d'une aire de répartition vaste, et ne semble pas menacée à l'échelle mondiale à court terme. Cependant, elle a été surpêchée dans plusieurs pays (notamment Panama), d'où elle a presque complètement disparu.
L'Holothurie  à fourrure est consommée dans plusieurs pays du Sud-Est asiatique, et fait l'objet d'une pêche semi-industrielle dans certains pays comme Panama et la Jamaïque ; c'est une espèce encore rare sur les marchés, et au prix encore bas et fluctuant.